# Фаліївка
Фаліївка (пол. Falejówka) — село в Польщі, у гміні Сянік Сяноцького повіту Підкарпатського воєводства.
Населення — 643 особи (2011).

## Історія
До 1447 року мало назву Хваліївка.
Село належало до воєводств: Руського (до 1772), Львівського (до 1939). Розташоване на українській етнічній території.
На 1 січня 1939 року в селі з 890 мешканців було 50 українців, 830 поляків і 10 євреїв. Село належало до ґміни Сянік Сяніцького повіту Львівського воєводства.
До 1945 року українці села належали до парафії Юрівці Сяніцького деканату Перемиської єпархії УГКЦ. В парафію входили також села — Согорів Горішній, Согорів Долішній, Рачкова, Попелі. В 1936 р. в селі були 49 греко-католиків.
У 1975—1998 роках село належало до Кросненського воєводства.

## Демографія
Демографічна структура станом на 31 березня 2011 року:
|          | Загалом | Допрацездатний вік | Працездатний вік | Постпрацездатний вік |
| -------- | ------- | ------------------ | ---------------- | -------------------- |
| Чоловіки | 327     | 85                 | 216              | 26                   |
| Жінки    | 316     | 63                 | 181              | 72                   |
| Разом    | 643     | 148                | 397              | 98                   |

## Пам'ятки
- Рештки панського двору з парком